# 第44回NHK紅白歌合戦
『第44回NHK紅白歌合戦』（だいよんじゅうよんかいエヌエイチケイこうはくうたがっせん）は、1993年（平成5年）12月31日にNHKホールで行われた通算44回目の『NHK紅白歌合戦』である。19時30分 - 20時55分および21時から23時45分にNHKで生放送された。

## 概要

### 放送まで
- 両組司会は2年連続で石田ひかり・堺正章（3年連続）が担当した。一方、総合司会についてはここ2年間の担当者であった山川静夫から後輩の森田美由紀に交代となった。なお、今回の石田のケースを最後に『連続テレビ小説』ヒロイン経験者の紅組司会起用は第61回（2010年）の松下奈緒（『ゲゲゲの女房』）までなかった。
- 当初この年放送を開始した『NHK歌謡コンサート』の初代司会者となった東ちづる（この年の『思い出のメロディー』の司会も務めた）・堺が両組司会の最有力候補とされていた。その後、番組側は秋口になりこの年下期の連続テレビ小説『かりん』でヒロインの母親役を務めた十朱幸代に紅組司会の打診を行い、内定まで漕ぎ付けた。だが、十朱が1994年1月2日から有楽町芸術座での芝居を控えており、年末にその稽古があるということで断念（番組側は十朱の起用に固執しており、通常は11月初旬から中旬にまで行う司会発表を同月最終週まで引き延ばし、十朱のスケジュール調整を待った）。
- 最終的には司会発表の前日というタイミングで、同時期に放送されていたフジテレビ系ドラマ『あすなろ白書』に主演し人気をさらに上昇させていた石田が続投することが決定した。石田は司会発表会見で「昨日、聞いたものですから。あまりにも急なお話で驚いています」と述べた。プロデューサーの島田源領は「昨年は『（連続テレビ小説）ひらり』で高年齢層の支持を得て、今は『あすなろ白書』で10代、20代をがっちり掴んだ。大女優として帰ってきてくれた」とフジテレビのドラマを逆手に取ってNHK育ちの彼女を起用した理由を説明[1][2]。その他、森口博子も紅組司会の候補に挙がっていたとする報道もある[3]。
- 白組司会については、実際選出の堺以外に古舘伊知郎（元テレビ朝日アナウンサー。この年総合テレビにて古舘司会の『クイズ日本人の質問』が開始）が候補に挙がっていた。最終的に古舘起用案は番組側が見送る格好となった（「民放のアナウンサー出身ということでNHK内に一部慎重な声があったため起用が見送られた」と週刊誌で報じられた）。なお、翌年の第45回で古舘は初白組司会を務めた。
- 今回のテーマは「変わるにっぽん　変わらぬにっぽん」[4]

### 当日のステージ
- 「百歳の双子」として話題となったきんさんぎんさん（当時101歳）が安達祐実と共にステージ上で炬燵に入りながらの開会宣言をして始まった。
- テロップは、各司会者は過去2回のアニメーション付きのカラーテロップを一旦やめて従来の白テロップに戻した。歌手は各色のパネルに名前が乗っているものが使われた。
- CDデビュー前のTOKIOが応援ゲストとして出演（光GENJIのバックダンサーもした）。
- 後に安室奈美恵（第46回（1995年）初出場）、MAX（第48回（1997年）初出場）として、それぞれ紅白に歌手として出場することになるSUPER MONKEY'Sが、森口博子のバックダンサーとして出演した。
- X JAPANは、前回のオリジナルソングとして同リーダーのYOSHIKIが作詞・作曲した「Tears〜大地を濡らして〜」の大部分のキーと歌詞を変更した「Tears」をこの年発売し、本紅白にてこれを白組トップバッターで披露した。堺は曲紹介時に「去年皆で歌ったあの歌です」と述べた。
- この年話題になった出来事を振り返る「1993ステージショー」というコーナーが設けられ、オープニングでは安達や平田実音などの当時の子役が、当時西田敏行が出演していたKDD（現：KDDI）のCMソング「ぜったいイチバン」の替え歌を歌った（なお西田本人は本紅白には出演していない）。このコーナーにて森口博子がセーラームーン、西田ひかるがセーラーマーズ、坂本冬美がセーラーマーキュリーに扮して当時のテレビ朝日系アニメ『美少女戦士セーラームーン』の主題歌「ムーンライト伝説」を歌った[5]。
- 『セサミストリート』のキャラクター・ビッグバードが応援ゲストとして登場。
- 小椋佳が作詞・作曲したオリジナルソング「山に抱かれて」（翌年小椋が自身のソロ曲として発売）を出場歌手と小椋（ゲスト）で大合唱する演出があった。なお、小椋は翌年の第45回で白組歌手として初出場を果たしている。
- 中山美穂はこの年上期の連続テレビ小説『ええにょぼ』の主題歌「幸せになるために」を歌唱、アコーディオニストの小林靖宏（現：coba）をゲストに迎え披露された。
- 藤井フミヤは石田・筒井道隆（審査員）主演の『あすなろ白書』の主題歌「TRUE LOVE」を歌唱。堺は曲紹介時、「チェッカーズが前回のステージで解散したこと」「フミヤがソロ歌手として今回出場したこと」（後述）に触れた後、石田に「この曲だけ白組を応援しないといけませんね」と述べ、石田が「この曲だけですね。本当に」と返す一幕があった。間奏中には石田・筒井が映された。歌唱終了後、石田からフミヤに花束が贈られた。
- 小林幸子は「ペガサス」と呼ばれる豪華衣装で登場した。後にも先にも、紅白史上最大の大きさを誇る。小林は、前年の紅白で電球の光がつかないというハプニングに見舞われたため、この年は電球系を一切使わないスパンコールで衣装を製作した。
- 谷村新司はこの年の大河ドラマ『琉球の風』の主題歌「階-きざはし-」を歌唱した。堺は曲紹介時、このタイアップに触れている。
- 都はるみの「おんなの海峡」、森進一の「さらば友よ」は、この年6月に急逝した猪俣公章を偲んで歌われたものである。
- 紅組トリはこの年デビュー20周年を迎えた石川さゆりが務め、「津軽海峡・冬景色」を歌唱。
- 白組トリおよび大トリは2年連続で北島三郎（30回出場達成）が担当し、「まつり」を歌唱。今回の北島を最後に2年連続以上での大トリ担当は第61回（2010年） - 第64回（2013年）のSMAPまで途絶えることとなった。
- 18対9で白組が優勝した（客席審査は3階席のみ紅組:433、白組:419と紅組が優勢であるが、1階席は紅組:261、白組:293、2階席は紅組:531、白組:582と共に白組が優勢、ゲスト審査員も紅組:7、白組:14と白組が優勢）。堺は五木ひろし、北島、そして白組司会の先輩である武田鉄矢（海援隊）と抱擁した。
- エンディングの「蛍の光」の指揮は、藤山一郎の死去に伴い、今回から第56回（2005年）まで宮川泰が担当することになった。

### 放送後
- ビデオリサーチ調べ、関東地区における瞬間最高視聴率は小林幸子の「約束」歌唱時に記録された55.6%である[6]。
- 堺は翌年の第45回では古舘（先述）に白組司会を譲ることとなった。そして、今回を最後に紅白の司会を担当していない[7]。一方、堺は3年後の1996年から2011年までTBS系列『日本レコード大賞』（2005年まで紅白の裏番組）の司会を務めた。石田についても司会は今回までとなった（翌年の紅組司会は上沼恵美子に交代）。
- 森田は紅白の司会担当は今回1度限りだが[8]、翌年の12月31日は第45回の中断ニュースを担当した（なお、翌年の総合司会は先輩且つ今回ラジオ実況を担当した宮川泰夫に交代）。
- 裏番組として生放送された日本テレビ系列『スーパー電波バザール 年越しジャンボ同窓会』の企画で松本明子がNHKホール前から中継し本紅白への出演交渉をしたが出演することはできなかった。しかし視聴者からの反響は大きく、NHKの電話センターには出演させてほしい旨の電話が多く寄せられた。その結果、松本は翌年の第45回にコーラス隊として出演し「蛍の光」を歌った[9]。
- 翌年の第45回 - 第49回（1998年）まで開始時間が20:00に繰り下がることとなり、第40回（1989年）から続いていた19時台から放送する紅白は一旦終了となった（第50回（1999年）以降は19時台開始に戻っている）。

## 司会者
- 紅組司会：石田ひかり（前年下期の連続テレビ小説『ひらり』のヒロイン・藪沢ひらり役）
- 白組司会：堺正章（この年の『NHK歌謡コンサート』司会者）
- 総合司会：森田美由紀（東京アナウンス室）
- ラジオ中継：宮川泰夫（東京アナウンス室）

## 演奏
- 三原綱木とザ・ニューブリード・東京放送管弦楽団（指揮 三原綱木）

## 審査員
- 三田佳子（女優）：翌年の大河ドラマ『花の乱』の主人公・日野富子役。
- 米長邦雄（棋士）：この年史上最年長で名人位を獲得。
- 市川團十郎（歌舞伎俳優）：『花の乱』の足利義政役。
- 細川直美（女優）：この年下期の連続テレビ小説『かりん』のヒロイン・小森千晶役。
- 筒井道隆（俳優）：同じく『かりん』の田上渉役。
- つみきみほ（女優）：同じく『かりん』の本間あかり役。
- 松原敏春（脚本家）：同じく『かりん』の作者。
- 平瀬真由美（プロゴルファー）：この年の賞金女王に輝く。
- 宮尾登美子（作家）：この年小説『藏』を出版。
- 川淵三郎（Jリーグチェアマン）：この年開幕のJリーグの発足に参加。
- 内館牧子（脚本家）：『ひらり』の作者。
- 田村亮子[10]（柔道選手）：この年数多くの国際大会で優勝。
- 植木等（俳優・コメディアン・歌手）：この年紫綬褒章を受章。
- 野村克也（ヤクルトスワローズ監督）：この年監督としてスワローズを日本一に導く。
- 中丸三千繪（声楽家）：声楽家として世界で活躍。
- 古田敦也（ヤクルトスワローズ捕手）：スワローズを日本一に導いた功績を評価されシーズンMVPに選出。
- ミヤコ蝶々（女優）：この年勲四等宝冠章を授与。
- 曙太郎（大相撲・横綱）：この年の大相撲初場所で優勝し横綱に昇進。
- 古橋廣之進（JOC会長）：この年文化功労者に選出。
- 大林素子（バレーボール選手）：バレーボール全日本女子のエースアタッカーとして活躍。
- 松尾武・NHK番組制作局長
- 客席審査員（NHKホールの観客全員）

## 大会委員長
- 中村和夫･NHK放送総局長

## 出場歌手
紅組、      白組、      企画、      初出場、      返り咲き。
| 曲順 | 組   | 歌手名               | 回 | 曲目                        |
| ---- | ---- | -------------------- | -- | --------------------------- |
| 1    | 紅   | 久宝留理子           | 初 | 男                          |
| 2    | 白   | X JAPAN              | 3  | Tears                       |
| 3    | 紅   | 西田ひかる           | 3  | 涙止まらない                |
| 4    | 白   | SMAP                 | 3  | $10                         |
| 5    | 紅   | 香西かおり           | 3  | 無言坂                      |
| 6    | 白   | 山川豊               | 3  | 流氷子守歌                  |
| 企画 | 企画 |                      |    | 白組Mr.マイクロ・ジャクソン |
| 7    | 紅   | 天童よしみ           | 初 | 酒きずな                    |
| 8    | 白   | 高山厳               | 初 | 心凍らせて                  |
| 9    | 紅   | GAO                  | 2  | LOVE                        |
| 10   | 白   | J-WALK               | 初 | 何も言えなくて…夏           |
| 企画 | 企画 |                      |    | 1993ステージショー          |
| 11   | 紅   | 八代亜紀             | 20 | もう一度逢いたい            |
| 12   | 白   | 鳥羽一郎             | 7  | 男の港                      |
| 13   | 紅   | 由紀さおり・安田祥子 | 2  | 月の沙漠                    |
| 14   | 白   | 南こうせつ           | 2  | 妹                          |
| 15   | 紅   | いしだあゆみ         | 10 | ブルー・ライト・ヨコハマ    |
| 16   | 白   | 渡哲也               | 2  | くちなしの花                |
| 企画 | 企画 |                      |    | 山に抱かれて                |

| 曲順 | 組   | 歌手名                   | 回 | 曲目                                        |
| ---- | ---- | ------------------------ | -- | ------------------------------------------- |
| 17   | 紅   | DREAMS COME TRUE         | 4  | go for it!                                  |
| 18   | 白   | 美川憲一                 | 10 | うたかたの夢                                |
| 19   | 紅   | オルケスタ・デ・ラ・ルス | 初 | サルサに国境はない                          |
| 企画 | 企画 |                          |    | マジックショー                              |
| 20   | 白   | 前川清                   | 3  | 別れ曲（うた）でも唄って                    |
| 21   | 紅   | 長山洋子                 | 初 | 蜩 -ひぐらし-                               |
| 22   | 白   | 光GENJI                  | 6  | 勇気100％                                   |
| 23   | 紅   | 森高千里                 | 2  | 私の夏                                      |
| 24   | 白   | 福山雅治                 | 初 | MELODY                                      |
| 企画 | 企画 |                          |    | ふるさとのまつり                            |
| 25   | 紅   | 森口博子                 | 3  | ホイッスル                                  |
| 26   | 白   | 細川たかし               | 19 | 恋の酒                                      |
| 27   | 紅   | 中山美穂                 | 6  | 幸せになるために                            |
| 28   | 白   | 少年隊                   | 8  | 服部良一メドレー〜紅白バージョン〜          |
| 企画 | 企画 |                          |    | 紅白判定機                                  |
| 29   | 紅   | 研ナオコ                 | 11 | かもめはかもめ                              |
| 30   | 白   | 海援隊                   | 3  | 贈る言葉                                    |
| 31   | 紅   | 大月みやこ               | 7  | 女の港                                      |
| 32   | 白   | 吉幾三                   | 8  | 酒よ                                        |
| 企画 | 企画 |                          |    | 紅組ブラックパフォーマンス スティームヒート |
| 企画 | 企画 |                          |    | ルディー・コビーのショー                    |
| 33   | 紅   | 伍代夏子                 | 4  | 恋ざんげ                                    |
| 34   | 白   | TUBE                     | 初 | 夏を待ちきれなくて                          |
| 35   | 紅   | ケー・ウンスク           | 6  | アモーレ〜はげしく愛して〜                  |
| 36   | 白   | 堀内孝雄                 | 6  | 影法師                                      |
| 37   | 紅   | 中村美律子               | 2  | 島田のブンブン                              |
| 38   | 白   | THE BOOM                 | 初 | 島唄                                        |
| 39   | 紅   | 工藤静香                 | 6  | 慟哭                                        |
| 40   | 白   | 藤井フミヤ               | 初 | TRUE LOVE                                   |
| 41   | 紅   | 小林幸子                 | 15 | 約束                                        |
| 42   | 白   | 小林旭                   | 4  | あれから                                    |
| 43   | 紅   | 藤あや子                 | 2  | むらさき雨情                                |
| 44   | 白   | さだまさし               | 6  | 主人公                                      |
| 45   | 紅   | 坂本冬美                 | 6  | 恋は火の舞剣の舞                            |
| 46   | 白   | 五木ひろし               | 23 | べにばな                                    |
| 47   | 紅   | 和田アキ子               | 17 | 星空の孤独                                  |
| 48   | 白   | 谷村新司                 | 7  | 階-きざはし-                                |
| 49   | 紅   | 都はるみ                 | 25 | おんなの海峡                                |
| 50   | 白   | 森進一                   | 26 | さらば友よ                                  |
| 51   | 紅   | 石川さゆり               | 16 | 津軽海峡・冬景色                            |
| 52   | 白   | 北島三郎                 | 30 | まつり                                      |

「1993ステージショー」の曲目・歌手は次の通り。
- 「ぜったいイチバン」（替え歌）：安達祐実、山口美沙、流石組レイナ、平田実音、須山彩
- 「オラはにんきもの」：のはらしんのすけ（声・矢島晶子）
- 「ムーンライト伝説」：森口博子、西田ひかる、坂本冬美

### 選考を巡って
- 天童よしみが初出場。なお、同時期にMBSで放送されていた『新・たかじんが来るぞ』（天童と親交が深かったやしきたかじんの冠番組）では、「天童よしみの目指せ紅白出場」との企画が行われていた。天童は翌年から3年間出場から遠ざかったが、第48回（1997年）で復帰を果たし、以後毎年出場している。
- 1984年にアイドル歌手としてデビューした長山洋子はこの年1月、演歌歌手に転向し、再デビュー曲「蜩 -ひぐらし-」のロングヒットで初出場。
- 前回のステージで解散したチェッカーズのボーカルである藤井フミヤはこの年ソロ活動を本格的に開始し、ソロ歌手として初出場を果たした。
- 福山雅治が初出場した。この翌年以降も福山は多数の大ヒット曲を出していたものの、以後は自身主演の大河ドラマ『龍馬伝』の放送を翌年に控える第60回（2009年）までは出場しなかった[14]。なお、福山がNHKホールで歌唱したのは長らく今回のみで、第60回 - 第70回（2019年）は全て中継出演となっていたが、第71回（2020年）以降で今回以来のNHKホールでの歌唱となった。
- 渡哲也が第25回（1974年）以来19年ぶり2回目、いしだあゆみが第28回（1977年）以来16年ぶり10回目、海援隊が第31回（1980年）以来13年ぶり3回目、研ナオコが第36回（1986年）以来7年ぶり11回目と、それぞれ久々に紅白出場を果たした。
- この年下期の連続テレビ小説『かりん』の主題歌「カナディアン アコーデオン」を担当した井上陽水も、「あの場は余りにもハデ。恥ずかしいから」という理由で辞退となった[15]。
- その他NHKがオファーした松任谷由実・サザンオールスターズ（この年デビュー15周年）、CHAGE and ASKA、米米CLUB（前回初出場。翌年返り咲き出場を果たす）にも辞退された[15]。
- この年「ロード」がダブルミリオンを記録したTHE 虎舞竜は落選。同ボーカルの高橋ジョージが創価学会員・公明党支持を表明しており、そのイメージを嫌ったNHKが敬遠したとされる。高橋本人曰く「ダブルミリオンなのにオファーがなかった」[16]。

### その他
- 北島三郎が出場30回を達成。三波春夫の持つ白組歌手の最多出場記録に並んだ。
- 6年連続出場（通算20回）の八代亜紀は翌年落選し、今回で返り咲き以来の連続出場が途絶えた。なお、八代は第50回 - 第52回（2001年）で復帰している。
- 4年連続出場（通算6回）のさだまさし、2年連続出場（初出場以来）の南こうせつも今回で連続出場が途絶えたが、両者共に第46回（1995年）で再出場を果たした。
- 初出場以来6年連続出場をした光GENJIも翌年不出場、その後1995年に解散したためこれが最後の出場となった。

## ゲスト出演者
- 安達祐実（この年の大河ドラマ『琉球の風』の清水美矢役）：オープニングおよび「1993ステージショー」。
- きんさんぎんさん（「百歳の双子」）：オープニングおよび「1993ステージショー」後。
- ビッグバード（『セサミストリート』のキャラクター）：西田ひかるの曲紹介。
- KinKi Kids：SMAPのバックダンサー。
- ダチョウ倶楽部、てれび戦士（NHK教育『天才てれびくん』出演者）:SMAPと香西かおりの曲間。
- クック・ポッポ（1994年アジア競技大会イメージキャラクター）：山川豊の曲紹介。
- 久本雅美：天童よしみの曲紹介。
- 山口美沙、流石組レイナ、平田実音、須山彩：「1993ステージショー」。
- 武田修宏（ヴェルディ川崎フォワード）同上。
- 野原しんのすけ（アニメ『クレヨンしんちゃん』のキャラクター）：同上。
- ハンス&モーリーン・ハンター（イリュージョニスト）：「マジックショー」。
- オール阪神・巨人：同上。
- TOKIO：光GENJIのバックダンサー。
- 間寛平：『琉球の風』の巴知羅役。森高千里の曲紹介。
- SUPER MONKEY'S：森口博子のバックダンサー。
- 桂三枝[17]：｢紅白判定機｣。
- 宮川大助・花子：同上。
- 今いくよ・くるよ：同上。
- ジミー大西：同上。
- ルディー・コビー（英語版）（パフォーマー）：「ルディー・コビーのショー」
- 谷啓：藤井フミヤと小林幸子の曲間。
- 森公美子：和田アキ子のバックコーラス。
- 中島啓江：同上。

### 演奏ゲスト
- 羽田健太郎：由紀さおり・安田祥子のピアノ伴奏。
- ボブ佐久間：「山に抱かれて」で指揮担当。
- 小林靖弘[18]：中山美穂のアコーディオン伴奏。
- 服部克久：少年隊のピアノ伴奏。
- 石川鷹彦：さだまさしのギター伴奏。
- 宅間久善：パーカッションで同上。
- 宮川泰：エンディング「蛍の光」で指揮担当。